# Stratos (Řecko)
Stratos (řecky Στράτος, latinsky Stratus) je vesnice a komunita v regionální jednotce Aitólie-Akarnánie v Západním Řecku s 979 obyvateli. Stejné jméno nese také okolní obecní jednotka o rozloze 153,307 km² s 5429 obyvateli. Vesnice se nachází severozápadně od centra obce města Agrinio v údolí řeky Achelóos, na které byla vybudována přehrada Stratos. Je to bývalé středisko starověké Akarnánie se zbytky hradeb, agory, divadla a Diova chrámu.

## Členění obecní jednotky
Obecní jednotka Stratos od roku 2011 zahrnuje 8 komunit. V závorkách je uveden počet obyvatel komunit a sídel.
- Komunita Lepenou (2131) zahrnuje vesnice Laukadi (41) a Lepenou (2090).

Zbývajících 7 komunit zahrnuje právě jednu vesnici stejného jména jako komunita:
- Gouriotissa (395), Kastraki (419), Kypseli (374), Matsouki (224), Ochthia (506), Rigani (401) a vlastní Stratos (979).

## Historie
Místo Stratos bylo osídleno již od dávných dob a nacházelo se zde nejdůležitější město v Akarnánii. Jeho umístění na západním břehu řeky Achelóos vytvářelo přirozenou hranici mezi Aitólií a Akarnánií a dávalo mu velký význam. Nacházelo se zde divadlo s 7000 sedadly, búleutérion (budovy kolem agory – místo shromažďování) a Diův chrám. Místo během antiky tak významné ztratilo postupně svůj význam. Bylo to pravděpodobně i vlivem povodní, které se na řece Achelóos pravidelně opakovaly. Velké povodně, během nichž bylo městečko i celá okolní zemědělská oblast velmi poškozeny, nastaly i v roce 2005.